# Penmarch

Penmarc'h este o comună în departamentul Finistère, Franța. În 1 ianuarie 2022 avea o populație de 5.320 de locuitori.